# Marià Martí i Ventosa
Marià Martí i Ventosa († Barcelona, 1935) fou un empresari mariner i polític català.
Era net de Josep Ventosa i Rabasa, fundador de l'empresa naviliera Hijos de M. Martí Ventosa, continuada per Josep Martí Bertran, gendre de Josep i pare de Marià. Capità de la marina mercant, a la mort del seu pare el 1904 es va encarregar de la companyia i el 1905 va fundar amb el seu germà Antoni, també capità de marina, l'empresa Sociedad Mercantil Hijos de José Martí Bertrán. El 1914 fou nomenat president de l'Associació d'Indústries Auxiliars del Mar i el 1922 president de l'Associació de Capitans i Pilots de la Marina Mercant.
A les eleccions municipals de 1915 fou escollit tinent d'alcalde pel districte 1r de l'Ajuntament de Barcelona pel Partit Liberal Fusionista, on fou membre de la comissió d'afers navals i de la comissió de la Cambra de Comerç de Barcelona per crear una escola naval. El 1924 el rei Alfons XIII d'Espanya el va condecorar amb la Gran Creu del Mèrit Naval i el va fer cavaller de l'Orde d'Isabel la Catòlica i gentilhome de cambra amb exercici. Durant la Dictadura de Primo de Rivera fou un dels homes del règim militar a Catalunya i president de la Unión Patriótica a la Barceloneta. També impulsà la Unión Monárquica Nacional.